# Verwaltungsgemeinschaft Syrgenstein
Die Verwaltungsgemeinschaft Syrgenstein liegt im Landkreis Dillingen an der Donau und wird von folgenden Gemeinden gebildet:
1. Bachhagel, 2296 Einwohner, 19,74 km²
2. Syrgenstein, 3931 Einwohner, 16,64 km²
3. Zöschingen, 772 Einwohner, 14,63 km²

Sitz der Verwaltungsgemeinschaft ist Syrgenstein, Gemeindeteil Landshausen.